# ألكسندر زينوفييف
ألكسندر الكسندروفيتش زينوفييف (وُلد في 29 أكتوبر 1922، في قرية باختينو، تشوخلوما أويزد، محافظة كوستروما، وتُوفي في 10 مايو 2006، في موسكو) كان فيلسوفًا وكاتبًا وعالم اجتماع وصحفيًا سوفيتيًا.
ينحدر ألكسندر زينوفييف من عائلة فقيرة من الفلاحين، وبعد مشاركته في الحرب العالمية الثانية، أصبح في خمسينات وستينات القرن العشرين أحد رموز الفكر الفلسفي الجديد في الاتحاد السوفيتي. بعد نشر كتاب "Yawning Heights" في الغرب، الذي أكسبه شهرة عالمية، طُرد في عام 1978 من البلاد وسُحبت منه الجنسية السوفيتية. عاد إلى روسيا عام 1999.
يتضمن التراث الإبداعي لزينوفييف 40 كتابًا تقريبًا، ويغطي مجالات معرفية متعددة: علم الاجتماع والفلسفة الاجتماعية والمنطق الرياضي والأخلاق والفكر السياسي. من الصعب حصر معظم أعماله في أي اتجاه أو إطار، بما في ذلك أعماله الأكاديمية. بعد أن اكتسب شهرة في ستينات القرن العشرين كباحث في المنطق غير الكلاسيكي، أُجبر زينوفييف في المنفى على أن يصبح كاتبًا محترفًا، واعتبر نفسه عالم اجتماع في المقام الأول. اكتسب زينوفييف شهرة عالمية بفضل أعماله في مجال «الرواية الاجتماعية» المُبتكر. غالبًا ما يوصف بأنه مفكر روسي مستقل، وهو أحد أعظم الشخصيات وأكثرها إبداعًا وإثارة للجدل في الفكر الاجتماعي الروسي في النصف الثاني من القرن العشرين.
كان زينوفييف مناهضًا للستالينية في شبابه، واحتضن طوال حياته آراء قوية عن المجتمع، منتقدًا في البداية النظام السوفيتي، ثم النظام السياسي الروسي والعالم الغربي، وفي نهاية حياته، عمليات العولمة. تميزت نظرة زينوفييف للعالم بالمأساوية والتشاؤم. في الغرب، كما كان الحال في روسيا، تعرضت آرائه غير الامتثالية لانتقادات شديدة.

## سيرته الشخصية

### الطفولة والشباب
ولد ألكسندر الكسندروفيتش زينوفييف في قرية باختينو في تشوخلومسكي في مقاطعة كوستروما في جمهورية روسيا الاشتراكية الاتحادية السوفيتية (الآن مقاطعة تشوكلومسكي في كوستروما أوبلاست). كان الطفل السادس لألكسندر ياكوفليفيتش زينوفييف وأبوليناريا فاسيليفنا. كان أسلاف زينوفييف، الذين ورد ذكرهم لأول مرة في وثائق تعود لمنتصف القرن الثامن عشر، فلاحين تابعين للحكومة. أمضى والد زينوفييف معظم وقته في العمل في موسكو بينما كان يعيش في الريف. منحه هذا تصريح إقامة في موسكو، والذي ربما أنقذ عائلته من الانتقام خلال حملة استئصال الكولاك. قبل الثورة، كان ألكسندر ياكوفليفيتش فنانًا قام بتزيين الكنائس ورسم الشخصيات البارزة، ثم توسع لاحقًا لإنهاء الأعمال والرسم بالمرسام. رفض زينوفييف بازدراء إلى حد ما مهنة والده ووصفه بأنه مجرد «رسام». كان ألكسندر ياكوفليفيتش مهتمًا جدًا بالفن. كان يشتري لأطفاله لوازم فنية ومجلات مصورة وكتب. انحدرت والدة زينوفييف من عائلة ثرية كانت تمتلك عقارات في سانت بطرسبرغ. كانت عائلة زينوفييف، التي كان منزلها في وسط القرية، موضع احترام في المنطقة وكثيرًا ما كانت تستضيف الضيوف. يسلط كُتاب سيرة زينوفييف الشخصية الضوء على دور أمه في تشكيل شخصيته: ذكر زينوفييف بحب واحترام حكمتها الدنيوية ومعتقداتها الدينية التي حددت قواعد السلوك في المنزل. مع ذلك، لم تكن الأسرة متدينة. كان أبوه غير مؤمن، وكانت والدته، على الرغم من كونها مؤمنة، غير مهتمة بطقوس الكنيسة. منذ الطفولة، أصبح ألكسندر ملحدًا قويًا، واشمئز طوال حياته من الأرثوذكسية والكنيسة ورجال الدين. اعتبر زينوفييف أن الإلحاد هو العنصر العلمي الوحيد للماركسية السوفيتية.
برزت قدرات ألكسندر منذ الطفولة المبكرة، ونُقل على الفور إلى الصف الثاني. مع تقدمه هو وأخوته في السن، أخذهم والدهم إلى العاصمة. في عام 1933، بعد تخرجه من المدرسة الابتدائية، أرسِل ألكسندر، بناءً على نصيحة مدرس رياضيات، إلى موسكو. عاش مع أقاربه في غرفة سفلية طولها 10 أمتار في شارع بولشايا سباسكايا. بسبب عدم قدرة والده على العمل، واجه ألكسندر مشاكل اقتصادية. كانت حياته المعيشية البائسة مصحوبةً بأنشطة مثيرة للاهتمام؛ في تلك السنوات، قام الدولة السوفيتية بتحديث التعليم المدرسي، وكانت الإصلاحات مصحوبةً بدعاية عن أهميتها الاجتماعية. درس ألكسندر بنجاح. كان يحب الرياضيات والأدب أكثر من أي شيء آخر. لم تنجح محاولته في الرسم - تميزت رسوماته بملامح كاريكاتورية؛ كانت محاولاته في نادي الدراما غير ناجحة أيضًا (لم يكن لدى ألكسندر سمع أو صوت مميز). كان يقرأ كثيرًا بالإضافة إلى ذلك، وكان يرتاد المكتبات بكثرة؛ قرأ الكلاسيكيات المحلية والأجنبية. في المدرسة الثانوية، كان على معرفة بعدد كبير من الأعمال الفلسفية - لفولتير وديدرو وروسو وماركس وإنجلز وهيرزن. من بين الكلاسيكيات الروسية، أُعجب زينوفييف بشكل خاص بيرمونتوف، وكان يحفظ العديد من قصائده عن ظهر قلب؛ ومن بين المؤلفين المعاصرين، أُعجِب بماياكوفسكي.